# Sténien
Stratigraphie
Ectasien Tonien
Néoprotérozoïque
Paléogéographie et climat
Faune et flore
Le Sténien  est la troisième et dernière période du Mésoprotérozoïque. Elle s'étend de -1 200 à -1 000 Ma.

## Étymologie
Son nom vient du grec ancien στενός, stenos signifiant "étroit", par allusion aux étroites ceintures polymétamorphiques formées durant le rassemblement des cratons qui forment alors le super-continent Rodinia.